# سی‌پی گاوران
سی‌پی گاوران یک ستاره است که در صورت فلکی گاوران قرار دارد.